# Tribolodon
Tribolodon è un genere di pesci d'acqua dolce appartenenti alla famiglia Cyprinidae.

## Distribuzione e habitat
Questi pesci sono diffusi in Estremo oriente, dalla Russia al Giappone, compresa l'isola di Sachalin. Abitano le acque dolci di fiumi e laghi, con l'eccezione di Tribolodon brandtii, che è anadroma, quindi diffusa in acque dolci e salmastre, fino al Mar del Giappone.

## Descrizione

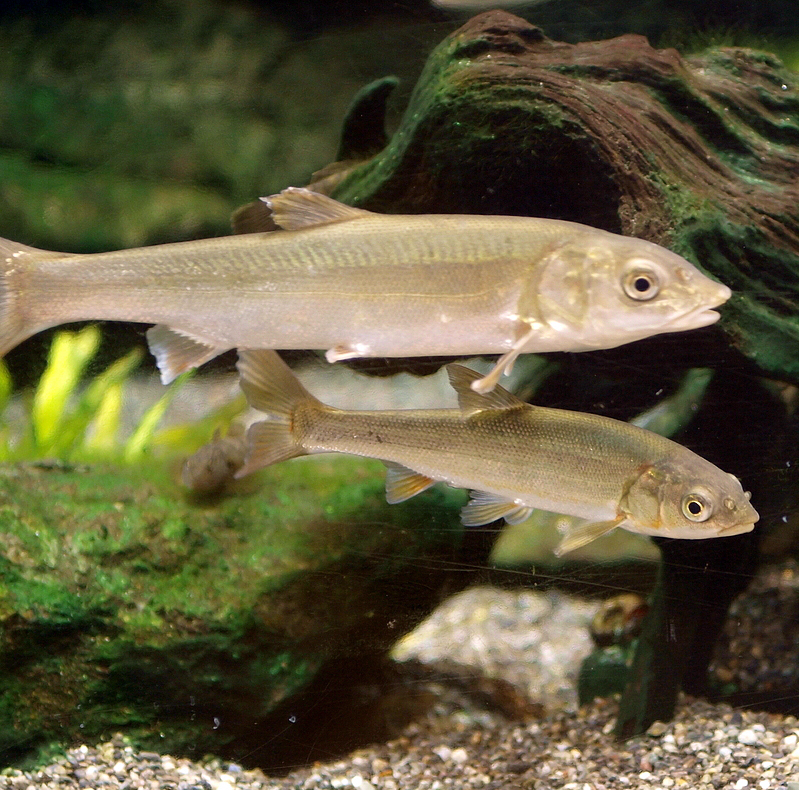
Tribolodon sp.

Sono pesci dal profilo idrodinamico, con corpo muscoloso, dorso poco arcuato, profilo ventrale poco pronunciato. Le pinne sono trapezoidali, la livrea è differente per ogni specie, dal fondo grigio verde con riflessi metallici al bruno scuro con ventre biancastro, fino alla colorazione sgargiante tipica di T. hakonensis. 

La lunghezza massima si attesta sui 50 per tutte le specie, con l'eccezione di T. sachalinensis, leggermente più piccola (43 cm).

## Alimentazione
tribolodon si nutrono di invertebrati e piccoli pesci.

## Specie
Al genere appartengono 4 specie:
- Tribolodon brandtii
- Tribolodon hakonensis
- Tribolodon nakamurai
- Tribolodon sachalinensis